# Natalia Waniczek
Natalia Waniczek (* 13. Juni 1991) ist eine ehemalige polnische Naturbahnrodlerin. Sie startete ab 2007 im Weltcup sowie bei Juniorenwelt- und Europameisterschaften und nahm 2009 und 2010 auch bei Welt- und Europameisterschaften in der Allgemeinen Klasse teil.

## Karriere
Nachdem sie im Jahr zuvor bereits ein Rennen im Interkontinentalcup bestritten hatte, gab Natalia Waniczek am 21. Januar 2007 in Longiarü ihr Debüt im Weltcup und erreichte dabei den 16. Platz von 20 Starterinnen. In ihren nächsten beiden Weltcuprennen am Ende der Saison 2006/2007 in Moos in Passeier fuhr sie allerdings nur auf den jeweils vorletzten Platz, womit sie auch im Gesamtweltcup als 20. nur den vorletzten Platz belegte. Bei der Junioreneuropameisterschaft 2007 in St. Sebastian kam sie unter 19 Rodlerinnen auf Rang 14. Im Dezember 2007 erreichte Waniczek hinter Kinga Gawlas den zweiten Platz bei den Polnischen Meisterschaften, die im italienischen Moos in Passeier ausgetragen wurden. Nach dieser Leistung kam sie auch nochmals im zwei Wochen später auf derselben Bahn stattfindenden Weltcuprennen zum Einsatz, wo sie jedoch nur Letzte wurde, worauf sie bis zum Ende des nächsten Winters an keinen Weltcuprennen mehr teilnahm, sondern wieder im Interkontinentalcup startete. Bei der Juniorenweltmeisterschaft 2008 in Latsch belegte sie Platz 13. Bei den im Dezember ebenfalls in Latsch ausgetragenen Polnischen Meisterschaften 2008 erreichte Natalia Waniczek erneut den zweiten Platz, diesmal hinter der gleichaltrigen Klaudia Chowaniec. Im Februar 2009 erzielte sie bei der Junioreneuropameisterschaft in Longiarü den achten Platz und kam eine Woche später auch bei der Weltmeisterschaft 2009 in Moos in Passeier zum Einsatz. Dort kam sie im Einsitzer aber nur auf den vorletzten Platz, ebenso wie in ihrem Lauf beim Mannschaftswettbewerb, an dem sie zusammen mit Adam Jędrzejko, Andrzej Laszczak und Damian Waniczek teilnahm. Das polnische Team erreichte den sechsten Platz von zehn Mannschaften.
In der Saison 2009/2010 bestritt Natalia Waniczek wieder zwei Weltcuprennen. Mit Platz 16 in Umhausen und Rang 14 in Latsch erzielte sie diesmal Platzierungen im hinteren Mittelfeld und im Gesamtweltcup als beste Polin, drei Punkte vor ihrer Landsfrau Wioletta Ryś, den 18. Platz. Bei der Europameisterschaft 2010 in St. Sebastian, bei der sie wie schon im Vorjahr bei der WM die einzige Frau ihres Landes war, erzielte sie Platz 13 von 17 Starterinnen. Im Mannschaftswettbewerb belegte das polnische Team in derselben Zusammensetzung wie bei der WM 2009 erneut den sechsten Platz. Bei der Juniorenweltmeisterschaft 2010 in Deutschnofen wurde Waniczek Achte. Bei den Polnischen Meisterschaften 2009 und 2010 kam sie auf Platz drei. Nach der Saison 2009/2010 nahm Waniczek an keinen Wettkämpfen mehr teil.

## Erfolge

### Weltmeisterschaften
- Moos in Passeier 2009: 16. Einsitzer, 6. Mannschaft

### Europameisterschaften
- St. Sebastian 2010: 13. Einsitzer, 6. Mannschaft

### Juniorenweltmeisterschaften
- Latsch 2008: 13. Einsitzer
- Deutschnofen 2010: 8. Einsitzer

### Junioreneuropameisterschaften
- St. Sebastian 2007: 14. Einsitzer
- Longiarü 2009: 8. Einsitzer

### Weltcup
- 2 Top-15-Platzierungen in Weltcuprennen

### Polnische Meisterschaften
- Polnische Vizemeisterin im Einsitzer 2007 und 2008